# 임채정
임채정(林采正, 1941년 5월 14일~)은 대한민국의 정치인이다. 제14·15·16·17대 국회의원을 지냈다. 제17대 국회에서 후반기 국회의장을 지냈다. 본관은 나주이다.
1988년 재야인사인 문동환, 박영숙과 함께 평화민주당에 입당하면서 정계에 입문했고, 1992년 14대 총선에서 민주자유당의 김용채에게 36표 차로 패하나 재검표 결과 군부재자 투표에서의 그의 득표 100표 한 다발이 김용채의 표로 판정된 것이 드러나면서 172표 차로 역전승해 2전 3기 끝에 금배지를 달게 된다.
이후 17대 총선에서 열린우리당이 제1당으로 발돋움하면서 2006년 6월부터 2008년 5월까지 국회의장을 역임한 뒤 18대 총선 불출마를 선언했다.

## 학력
- 1957년 광주서중학교 졸업
- 1960년 광주제일고등학교 졸업
- 1964년 고려대학교 법과대학 LL.B.

## 경력
- 1969년~1975년 동아일보 신문기자
- 1975년 동아자유언론수호투쟁위원회 상임위원
- 1981년 민주통일민중운동연합 상임위원장ㆍ사무처장
- 1984년 민주통일국민회의 민생문제위원장
- 1988년 평화민주당 입당
- 평화민주당 중앙정치연수원장
- 1992년 3월 26일: 대한민국 제14대 국회의원 선거 당선(서울 노원구 을, 민주당, 초선)
- 1992년~1996년 제14대 국회의원(서울 노원구 을, 민주당→무소속→새정치국민회의, 초선)
- 민주당 당무위원
- 새정치국민회의 창당기획단장
- 1996년 4월 11일: 대한민국 제15대 국회의원 선거 당선(서울 노원구 을, 새정치국민회의, 재선)
- 1996년~2000년 제15대 국회의원(서울 노원구 을, 새정치국민회의→새천년민주당, 재선)
- 새정치국민회의 통일특별위원회 위원장
- 새정치국민회의 정세분석위원장
- 새정치국민회의 홍보위원장
- 새정치국민회의 정책위원회 의장
- 1998년~2000년 제15대 국회 후반기 정치개혁특별위원회 위원장
- 2000년 4월 13일: 대한민국 제16대 국회의원 선거 당선(서울 노원구 을, 새천년민주당, 3선)
- 2000년~2004년 제16대 국회의원(서울 노원구 을, 새천년민주당→무소속→열린우리당, 3선)
- 2000년~2001년 제16대 국회 전반기 남북관계발전지원특별위원회 위원장
- 새천년민주당 정책위원회 의장
- 새천년민주당 국가전략연구소장
- 2002년~2003년 노무현 제16대 대통령직인수위원회 위원장
- 2004년 4월 15일: 대한민국 제17대 국회의원 선거 당선(서울 노원구 병, 열린우리당, 4선)
- 2004년~2008년 제17대 국회의원(서울 노원구 병, 열린우리당→무소속, 4선)
- 2004년~2006년 제17대 국회 전반기 외교통상통일위원회 위원장
- 열린우리당 기획전략자문위원장
- 열린우리당 열린정책연구원장
- 열린우리당 중앙위원
- 2005년 열린우리당 비상대책위원장
- 2006년~2008년 제17대 국회 후반기  국회의장
- 통합민주당 상임고문
- 민주당 상임고문
- 민주통합당 상임고문
- 민주당 상임고문
- 새정치민주연합 상임고문
- 더불어민주당 상임고문
- 2019년~2020년 제20대 한국기원 총재
- 2020년 - 제21대 한국기원 총재
- 2021년~2021년 제21대 국회 국민통합위원회 공동위원장

## 역대 선거 결과
|  | 29.99% |

|  | 32.96% |

|  | 33.25% |

|  | 41.11% |

|  | 45.21% |

## 소속 정당
| 소속 정당 | 소속 정당      | 소속 기간 | 비고           |
| --------- | -------------- | --------- | -------------- |
|           | 평화민주당     | 1987~1991 | 창당 정계 입문 |
|           | 신민주연합당   | 1991      | 당명 변경      |
|           | 민주당         | 1991~1995 | 합당           |
|           | 무소속         | 1995      | 탈당           |
|           | 새정치국민회의 | 1995~2000 | 창당           |
|           | 새천년민주당   | 2000~2003 | 합당           |
|           | 무소속         | 2003      | 탈당           |
|           | 열린우리당     | 2003~2006 | 창당           |
|           | 무소속         | 2006~2008 | 탈당           |
|           | 통합민주당     | 2008      | 복당 정계 은퇴 |
|           | 민주당         | 2008~2011 | 당명 변경      |
|           | 민주통합당     | 2011~2013 | 합당           |
|           | 민주당         | 2013~2014 | 당명 변경      |
|           | 새정치민주연합 | 2014~2015 | 합당           |
|           | 더불어민주당   | 2015~현재 | 당명 변경      |

## 같이 보기
- 노원구 을
- 노원구 병
- 서울 노원구의 국회의원
- 대한민국의 국회의장